# Hauptstrasse 25
Die Hauptstrasse 25 ist eine Hauptstrasse in der Schweiz. Sie führt von Lenzburg durchs Freiamt und das Zugerland nach Arth.

## Verlauf
Die Hauptstrasse 25 verläuft von Lenzburg durch Muri und Sins nach Cham. Dort weiter durch die Stadt Zug und entlang des Ostufers des Zugersees nach Arth.
Die Gesamtlänge dieser Hauptstrasse beträgt rund 57 Kilometer.